# Acanthomysis sagamiensis
Acanthomysis sagamiensis är en kräftdjursart som först beskrevs av Nakazawa 1910.  Acanthomysis sagamiensis ingår i släktet Acanthomysis och familjen Mysidae. Inga underarter finns listade i Catalogue of Life.